# Neil de Carrick
Neill de Carrick  (mort en 1256),  également connu sous les noms de  Nial, est le 2e comte de  Carrick en Écosse à partir de 1250

## Biographie
Neil est le second porteur du titre de Mormaer, ou comte de Carrick, une région de  Ayrshire en Écosse. Il succède à Donnchadh comte de Carrick dont il serait le fils né de son union avec Avelina fille de Alan fitz Walter, Toutefois, il a été avancé qu'il était en fait son petit-fils et que son père était Cailean ou Colin de Carrick, un fils de Donnchadh et que Neil était issu de l'union de ce dernier avec une fille de Niall Ruadh Ua Neill, lui même fils de Áed In Macáem Toinlesc Ua Neill, et qui fut brièvement prétendant au titre de roi de Tir Éogain à la mort de son frère Áed Méith.
Le 12 septembre 1255, Níall, qui n'a pas d'héritier mâle, transmet la chefferie de son clan à son neveu Roland de Galloway et à ses héritiers, leur accordant tous les pouvoirs du fait de leur fonction de ceann ceneóil (chef du nom). Cette transmission est confirmée par le roi Alexandre III à Stirling en 1276. 
Nial qui avait épousé sa cousine Margaret Stuart, la fille de Walter Stuart 3e « Grand steward d'Écosse » c'est-à-dire: Grand Sénéchal, laisse néanmoins son domaine de Carrick à sa fille Marjorie, qui prend le titre de 3e Comtesse de Carrick. Elle cède plus tard son titre à son fils Robert the Bruce, qui devient ensuite le roi Robert Ier d'Écosse.

## Sources
- (en) Richard Oram, Domination and Lordship. Scotland 1070-1230, Edinburgh, Edinburgh University Press, 2011 (ISBN 9780748614974)
- (en) Alan Orr Anderson, Early Sources of Scottish History A.D 500–1286, vol. 2, Stamford, Paul Watkins, 1990 (ISBN 1-871615-03-8)